# Composto ionico

Un diagramma schematico del guscio elettronico di atomi di sodio e fluoro che subiscono una reazione redox per formare fluoruro di sodio. Il sodio perde il suo elettrone esterno per dargli una configurazione elettronica stabile e questo elettrone entra nell'atomo di fluoro esotermicamente. Gli ioni caricati in modo opposto - tipicamente molti di essi - vengono quindi attratti l'uno dall'altro per formare un solido.

Un composto ionico può essere definito come un composto chimico formato da ioni (monoatomici o poliatomici) avente una carica complessivamente nulla.
Un sale è un composto ionico costituito da anioni e cationi, elettricamente neutro e generalmente cristallino.
In un composto ionico binario ci sono generalmente un metallo e un non-metallo, dove il metallo di solito cede uno o più elettroni al non-metallo, caricandosi positivamente.
Ci sono poi composti ionici ternari, che sono i sali degli ossiacidi, come per esempio {\displaystyle {\ce {NaClO}}}.
La forza che unisce gli ioni è di tipo elettrostatico ed è definita legame ionico a differenza dei composti molecolari dove gli elettroni sono condivisi parzialmente fra i gruppi atomici in un legame covalente.
| Alcuni anioni semplici |      |     |
| -3                     | -2   | -1  |
| N3-                    | O2-  | F-  |
| P3-                    | S2-  | Cl- |
|                        | Se2- | Br- |
|                        |      | I-  |

Un esempio è il comune sale da cucina {\displaystyle {\ce {NaCl}}} dove il sodio {\displaystyle {\ce {(Na+)}}} è carico positivamente ed il cloro negativamente {\displaystyle (\mathrm {Cl} ^{-})}.
I composti ionici formano, allo stato solido, un reticolo cristallino dove gli ioni sono disposti in maniera geometricamente regolare.
Nel caso del cloruro di sodio ogni atomo di sodio è circondato da 6 atomi di cloro, e non si può parlare quindi di molecola di cloruro di sodio, mentre la formula {\displaystyle {\ce {NaCl}}} è solo una formula minima che indica la proporzione fra i vari atomi. Allo stesso modo è più corretto, riferendosi ai sali, parlare di peso formula invece che di peso molecolare.
Quando uno ione in un reticolo cristallino di un composto ionico è circondato da molti atomi equidistanti, il numero di atomi vicini è detto numero di coordinazione.
Proprietà tipiche dei composti ionici sono:
- alta temperatura di fusione;
- buona conducibilità elettrica (soltanto allo stato liquido).
- Fragilità[1]

Inoltre, tutti i composti ionici (come sali e idrossidi) sono elettroliti forti in quanto, in una soluzione liquida, risultano presenti in modo completamente dissociato (a prescindere dalla solubilità), con la quantità eventualmente eccedente a formare un corpo di fondo in un equilibrio eterogeneo. Pertanto, per tali tipologie di composti il coefficiente di Van't Hoff coincide esattamente con il numero di ioni ottenuti dalla dissociazione.